# Пен Сован
Пен Сован (кхмер. ប៉ែន សុវណ្ណ; 15 квітня 1936 — 29 жовтня 2016) — камбоджійський державний діяч, голова Ради міністрів НРК й генеральний секретар Народно-революційної партії Кампучії в 1979—1981 роках. Був репресований в результаті внутрішньопартійного конфлікту.

## Життєпис
У молоді роки брав активну участь в антиколоніальній боротьбі проти французьких військ.
Від 1970 року став активним учасником боротьби з режимом Пол Пота та прибічником союзу з В'єтнамом. У грудні 1978 року разом з Генг Самріном брав участь у створенні Єдиного фронту національного порятунку Кампучії (ЄФНПК), який 1979 року за активної співучасті в'єтнамських збройних сил повалив режим Пол Пота.
У червні 1981 року очолив уряд НРК. За кілька місяців був усунутий від усіх посад і заарештований у В'єтнамі. Усунення Пен Сована здійснювалось силовими методами за участі в'єтнамських спецслужб.
Перебував в ув'язненні впродовж десяти років, 1992 був звільнений і повернувся до Камбоджі.
2014 року був обраний депутатом Національної асамблеї.